# Harmonie St. Cecilia Maasbracht
De koninklijk erkende Harmonie St. Cecilia is een harmonieorkest uit het Limburgse Maasbracht, in de Nederlandse gemeente Maasgouw, Het orkest is opgericht in 1885.
De vereniging kent diverse Limburgse titels, Nederlandse Titels en werd in 2005 tweede op het WMC in Kerkrade. Daarnaast won ze het Ceratemen Internacional De Bandas De Música Villa De Altea in Spanje in 2007.
Het orkest staat sinds 2016 onder leiding van Richard Dols.

## Dirigenten
- Jan Cober
- Jos van de Braak
- Jacques Claessens (1994-2004)
- Matty Cilissen (2004 - 2010)
- Jos Dobbelstein (2011 - 2018)
- Richard Dols (2018 - heden)